# 卡尔菲齐
卡尔菲齐（義大利語：Carfizzi），是意大利克罗托内省的一个市镇。总面积20平方公里，人口796人，人口密度39.8人/平方公里（2009年）。